# Уест Бриджфорд
Уест Бриджфорд (на английски: West Bridgford) е град в южната част на област (графство) Нотингамшър – Ийст Мидландс, Англия. Той е административен и стопански център на община Ръшклиф, както и административен център на графството. Уест Бриджфорд е част от агломерацията Голям Нотингам. Населението на града към 2001 година е 43 395 жители.

## География
Уест Бриджфорд е разположен в южната част на урбанизираната територия Голям Нотингам. Река Трент служи като делителна граница между селището и същинския град Нотингам. Столицата Лондон отстои на около 165 километра в южна посока.
Стадионът на футболния отбор ФК Нотингам Форест – Сити Граунд е разположен на брега на реката на територията на Уест Бриджфорд. На разстояние около 9 километра западно от града преминава Магистрала М1 по транспортния коридор Лондон – Нортхамптън – Лестър – Нотингам – Шефийлд – Лийдс.

## Демография
През 1901 година, в самото начало на ХХ век, Уест Бриджфорд има 7018 жители.
Изменение на населението за период от две десетилетия 1981 – 2001 година:
| година    | 1981   | 1991   | 2001   |
| --------- | ------ | ------ | ------ |
| население | 27 463 | 33 843 | 43 395 |